# XRISM (telescopio espacial)
La Misión de Espectroscopía e Imágenes de Rayos X (XRISM) es un telescopio espacial de rayos X de la Agencia Japonesa de Exploración Aeroespacial (JAXA) que busca proporcionar avances en el estudio de la formación de estructuras del Universo, flujos de salida de los núcleos galácticos y la materia oscura.
XRISM trabajará en el campo de la astronomía de rayos X, de forma similar a como Telescopio Espacial James Webb, el Telescopio Espacial de Rayos Gamma Fermi, y el Observatorio Atacama Large Millimeter Array (ALMA) trabajan en sus respectivos campos.
Se lanzó el 6 de septiembre de 2023, a las 23:42 UTC, tras la cancelación del primer intento el 28 de agosto de 2023 por malas condiciones climáticas.

## Objetivos de la misión
Los objetivos científicos de XRISM incluyen:
- Estudiar la formación y evolución de las galaxias.
- Comprender los procesos que alimentan los agujeros negros supermasivos en el centro de las galaxias.
- Estudiar los flujos de gas caliente que se encuentran en el espacio interestelar.
- Investigar los fenómenos astrofísicos extremos, como los estallidos de rayos gamma y las erupciones solares.

## Instrumentos
XRISM está equipado con dos instrumentos principales:

### Resolve
El instrumento Resolve es un espectrómetro de rayos X de alta resolución que está diseñado para estudiar los plasmas calientes que se encuentran en el universo. 
Cuenta con una resolución de energía de 5-7 electronvoltios (eV) en el rango de energía de 0,3 a 12 kiloelectronvoltios (keV) y tiene un campo de visión de aproximadamente 3 minutos de arco (arcmin), lo que le permitirá estudiar regiones pequeñas de los objetos celestes con gran detalle.

#### Objetivos científicos
Algunos de los objetivos científicos de Resolve incluyen:
- Estudiar la formación y evolución de las galaxias.
- Comprender los procesos que alimentan los agujeros negros supermasivos en el centro de las galaxias.
- Estudiar los flujos de gas caliente que se encuentran en el espacio interestelar.
- Investigar los fenómenos astrofísicos extremos, como los estallidos de rayos gamma y las erupciones solares.

### Xtend
El instrumento Xtend es un detector de imágenes de rayos X de campo amplio que complementará al instrumento Resolve. 
Tiene un campo de visión de aproximadamente 38 minutos de arco, que es mucho más grande que el campo de visión de Resolve. Esto permite a los astrónomos estudiar objetos celestes más grandes y distantes.
Está equipado con cuatro detectores CCD que están sensibles a los rayos X en el rango de energía de 0,4 a 13 kiloelectronvoltios (keV). Estos detectores CCD permitirán a Xtend capturar imágenes de alta resolución de los objetos celestes.

#### Objetivos científicos
Algunos de los objetivos científicos de Xtend incluyen:
- Estudiar la formación y evolución de las galaxias.
- Comprender la distribución de la materia oscura en el universo.
- Investigar la estructura y evolución de los cúmulos de galaxias.
- Estudiar la distribución de los agujeros negros supermasivos en el universo.

## Lanzamiento
El lanzamiento de XRISM se realizó exitosamente el 6 de septiembre de 2023 a las 23:42 UTC (08:42 JST, 7 de septiembre de 2023) desde el Centro espacial de Tanegashima.